# Yosra El Lozy
Yosra El Lozy (en árabe: يسرا اللوزي‎, El Cairo, 8 de agosto de 1985) es una actriz egipcia. Ha recibido numerosos premios de festivales de cine regionales e internacionales. Ha ganado premios por su actuación en Qobolat Masrouqa (2008), Bel-Alwan el-Tabe'eya (2009), Heliopolis (2010) y Microphone (2011). También ha realizado doblajes de voz en árabe para varias películas y series de televisión.

## Biografía
Yosra nació en 1985 de padre egipcio y madre siria. Se graduó en Ciencia política en la Universidad Americana en El Cairo (UAC) y se especializó en Teatro e Historia Moderna. Ha actuado en muchas producciones de teatro de la UAC como “A Silly Goose”, “The Sultan's Dilemma”, “Sulayman EL Halabi” y “Reader”.

## Carrera
Debutó como actriz profesional con el director Youssef Chahine en Alejandría...Nueva York donde interpretó el papel de la joven "Ginger" cuando solo tenía dieciséis años. Muchos críticos argumentan que tener una película del legendario Youssef Chahine en su currículum es una responsabilidad y debería tener otras películas respetables a seguir.
Con papeles en " Stolen Kisses " y "Bel-Alwan el-Tabe'eya" junto a sus jóvenes compañeros actores, Yosra cree que su generación está llena de potencial cinematográfico que aumentará para presentar una nueva generación de películas egipcias.
En "Bel-Alwan el-Tabe'eya", interpretó el papel de una joven que sufre de un conflicto interno y es indecisa al elegir entre el chico que ama y sus creencias religiosas. 
En 2010, realizó actuaciones menores en televisión y cine. También obtuvo algunos papeles importantes en series de televisión como "Al-Gama'a" cuando interpretó a Cherine, una presentadora de televisión patriótica. Participó en la comedia romántica " Ezaet Hob " junto a Menna Shalabi, estrenada en 2011, interpretando a 'Farida', una chica enérgica que es todo lo contrario de su mejor amiga conservadora, Leila, interpretada por Menna Shalabi, que intenta encontrar el amor a lo largo de la película.

## Vida personal
Después de cinco años de matrimonio, dio a luz a su primera hija Dalilah en 2014 Rechazó muchos papeles después de dar a luz, aceptando solo participar en el programa X Factor. En 2020, tuvo a su segunda hija, Nadia.

## Filmografía
| Película   | Película              | Película                   | Película |
| Año        | Título                | Título en inglés           | Notas |
| ---------- | --------------------- | -------------------------- | --- |
| 2004       | Iskendria - New York  | Alexandria... New York     | Presentada en la sección Un Certain Regard del Festival Internacional de Cine de Cannes de 2004 |
| 2008       | Qobolat Masrouqa      | Stolen Kisses              | Ganadora en la categoría mejor actriz del Alexandria International Film Festival. Ganadora—Horeyyaty Magazine Award |
| 2009       | Bel-Alwan el-Tabe'eya | True Colours               | Ganadora en la categoría mejor actriz del International Film Festival Rotterdam. |
| 2009       | Bas fi haga Na'sa     | Missed Something           | Trabajo documental |
| 2010       | Heliopolis            | Heliopolis                 | Ganadora—Mejor guion de la Sawiris Foundation. Ganadora en la categoría mejor actriz del Festival Internacional de Cine de El Cairo. Ganadora en la categoría mejor actriz del Festival Internacional de Cine de Alejandría. Nominada—Festival de Cine de Abu Dabi. Nominada—Festival Internacional de Cine de Toronto. Nominada—Festival Internacional de Cine de Salónica en Grecia. Nominada—Festival Internacional de Cine de Vancouver. Nominada—Festival Internacional de Cine de Marrakech en Marruecos. Nominada—Festival International du Film d'Amour de Mons en la Región de Bruselas-Capital, Bélgica. Nominada—Festival Internacional de Cine de Kerala.                                                              |
| 2010       | El Ostaz Ehsan        | Mr. Ehsan                  | |
| 2010       | Sehr El Eshq          | The Charming of Love       | |
| 2010       | Noqtat An-Nour        | Point of Enlightenment     | |
| 2011       | Microphone            | Microphone                 | Ganadora—Best First Screenplay Award from Sawiris Foundation. Ganadora—Mejor película en lengua árabe del Festival Internacional de Cine de El Cairo. Ganadora—Mejor película Alexandria International Film Festival. Ganadora—Tanit d'or del Journées cinématographiques de Carthage. Ganadora—Mejor edición del Festival Internacional de Cine de Dubái. Nominada—Festival Internacional de Cine de Toronto. Nominada—Festival de Cine de Londres. Nominada—Festival Internacional de Cine de Salónica. Nominada—Festival Internacional de Cine de Marrakech en Marruecos. Nominada—Festival International du Film d'Amour de Mons en la Región de Bruselas-Capital, Bélgica. Nominada—Festival Internacional de Cine de Kerala. |
| 2011       | El Markeb             | The Boat                   | |
| 2011       | Ezaet Hob             | Love Radio                 | |
| 2012       | Banat El'Am           | Sisters In Law             | |
| 2013       | Hatooli Ragel         | I Need A Man               | |
| 2016       | El Haram El Rabea     | The Fourth Pyramid         | |
| 2016       | Hassan Wa Bo'loz      | Hassan And Bo'loz          | |
| 2017       | Akhlaa Elabid         | Slaves' Manners            | |
| Televisión |                       |                            | |
| Año        | Título                | Título en inglés           | Rol |
| 2009       | Khas Gidan            | So Private                 | |
| 2010       | Tesonamy              | Tesonamy                   | |
| 2010       | El-Gamaa'a            | The Group                  | Cherine |
| 2010       | Lahazat Harega II     | Critical Moments (Parte 2) | Shaza |
| 2011       | Muhammad Ali          | Muhammad Ali               | |
| 2011       | Embratoreyet Meem     | M Empire                   | |
| 2012       | Vertigo               | Vertigo                    | Nadia |
| 2012       | Lahazat Harega III    | Critical Moments (Parte 3) | Shaza |
| 2012       | Khotoot Hamraa        | Red Lines                  | |
| 2013       | Adam Wa Gamila        | Adam & Gamila              | Gamila |
| 2014       | Dahsha                | Surprise                   | Nema El Pasha |
| 2015       | Lahfa                 | Lahfa                      | Ella misma "invitada de honor" |
| 2016       | Banat Superman        | Superman's Daughters       | ِAya |